# Ancenis-Saint-Géréon
Ancenis-Saint-Géréon este o comună nouă franceză, situată în departamentul Loire-Atlantique, în regiunea Pays de la Loire care a luat naștere la 1 ianuarie 2019 prin fuziunea comunelor Ancenis și Saint-Géréon.

## Geografie

### Localizare
Ancenis-Saint-Géréon face parte din ținutul Ancenis.
Este situată pe Loara, în estul departamentului Loire-Atlantique și la granița cu departamentul Maine-et-Loire. Într-adevăr, deși majoritar pe malul drept, o parte a teritoriului său este situată fie pe insule ale Loarei (Île aux Moines), fie pe malul stâng al râului (Île Coton, Île Verte). Orașul se află la 35 km est de Nantes, la 50 km vest de Angers, la 50 km nord de Cholet și la 50 km sud de Châteaubriant.

### Comune limitrofe
| Couffé                              | Mésanger                            | La Roche-Blanche                                   |
| Oudon                               |                                     | Vair-sur-Loire                                     |
| Oudon Orée d'Anjou (Maine-et-Loire) | Loara Orée d'Anjou (Maine-et-Loire) | Vair-sur-Loire Loara Orée d'Anjou (Maine-et-Loire) |

### Geologie și relief
Comuna are o suprafață de 27,58 km², este situată într-o câmpie, pe un teren destul de plat, puțin colinar. Punctul culminant al orașului este estimat la 51 m, reprezentând o diferență de 46 m față de altitudinea minimă. Loara explică relieful destul de jos. Ancenis a fost construit inițial pe o insulă, o movilă de origine șistoasă, ale cărei brațe ale Loarei care o înconjurau au fost ulterior umplute. Comuna este situată la marginea bazinului carbonifer din Basse Loire.

### Hidrografie
Rețeaua hidrografică include în principal Loara, care o traversează în partea de sud-vest. Pârâul Davrays, astăzi acoperit în mare parte, marchează vechea limită dintre Ancenis și Saint-Géréon înainte de a se vărsa în fluviu. La est, mlaștina Grée, "spațiu natural și sensibil departamental", marchează limita dintre Ancenis și Saint-Herblon. Se adaugă mai multe iazuri, cum ar fi cel de la La Planche sau iazul artificial Clos Géréon.

### Climă
În 2010, clima comunei este de tipul climatului oceanic degradat, conform unui studiu al Centrului Național de Cercetare Științifică (CNRS) pe baza unui set de date care acoperă perioada 1971-2000. În 2020, Météo-France a publicat o tipologie a climatului pentru Franța metropolitană, în care comuna este în zonă de tranziție între climatul oceanic, climatul montan și climatul semi-continental. Diferențele de temperatură dintre iarnă și vară cresc odată cu îndepărtarea de mare. Cantitatea de precipitații este mai mică decât pe litoral, cu excepția zonelor din apropierea reliefului..
Pentru perioada 1971-2000, temperatura anuală medie este de 12 °C, cu o amplitudine termică anuală de 13,9 °C. Cumulul anual mediu de precipitații este de 744 mm, cu 12 zile de precipitații în ianuarie și 5,7 zile în iulie. Pentru perioada 1991-2020, temperatura medie anuală observată la stația meteorologică Météo-France situată în comună este de 12,7 °C, iar cumulul anual mediu de precipitații este de 781,6 mm.
Parametrii climatici ai comunei au fost estimați pentru mijlocul secolului (2041-2070) conform diferitelor scenarii de emisie de gaze cu efect de seră, bazate pe noile proiecții climatice de referință DRIAS-2020. Aceștia pot fi consultați pe un site dedicat publicat de Météo-France în noiembrie 2022.

## Urbanism

### Tipologie
La 1 ianuarie 2024, Ancenis-Saint-Géréon este clasificată ca oraș mic, conform noii grile comunale de densitate cu șapte niveluri definită de INSEE (Institutul Național de Statistică și Studii Economice) în 2022. Aparține unității urbane Ancenis-Saint-Géréon, o unitate urbană monocomunală care constituie un oraș izolat. De asemenea, comuna face parte din aria metropolitană a Ancenis-Saint-Géréon, al cărei centru este. Această arie, care reunește 12 comune, este clasificată în ariile cuprinse între 50.000 și mai puțin de 200.000 de locuitori.

## Toponimie
Numele comunei este compus din numele comunelor sale fondatoare, Ancenis și Saint-Géréon.

### Ancenis
Numele localității, în actele vechi, este atestat sub formele Anciniensis Plebs în secolul al XII-lea și Ancenisium în 1287.
Se pare că provine din antroponimul latin Antius și sufixul de apartenență -ensem.
O altă ipoteză indică faptul că numele Ancenis provine probabil din limba celtică (galică sau bretonă înrudită). Ank (strâmtorare, îngust în bretonă) și Eniz: „insulă” în bretona veche, atestând un oraș construit pe o insulă a Loarei, constituită dintr-o movilă șistoasă, „insula Ank”.
În timpul conferinței sale intitulate „Ancenis, port uitat al Loarei”, susținută luni, 10 iunie 2013, istoricul Bertrand Boquien a menționat numele Ancenis: „Toponimul orașului este celt și terminația enis (cuvânt celt care în franceză înseamnă 'insulă') corespunde realității geografice. Într-adevăr, situat pe malul drept al Loarei, la aproximativ o sută de kilometri de ocean, Ancenis este construit pe o movilă șistoasă (șisturi lie de vin și verde migdală) înconjurată de o depresiune în curs de umplere”.
Alte explicații au fost avansate în trecut, dar par mai puțin convingătoare: Rigord, în Viața lui Filip-August, vorbește despre Ancenis și îl numește Andenesium, cuvânt care se apropie mult de etimologia an-den-ès care înseamnă „pădure frumoasă și râu...” în galică.
Numele Ancenis în gallo, limba oïl locală, este scris Anceni conform scrierii ABCD sau Ançni și Aunçni conform scrierii MOGA. În gallo, numele comunei se pronunță [ɑ̃.sni] sau [ɑ̃ː.sni].
Ancenis se traduce prin Ankiniz în bretona modernă.

### Saint-Géréon
Numele comunei provine direct de la sfântul patron pus ca protector al parohiei. Face referire la centurionul legiunii tebane, Géréon din Köln, martir creștin din secolul al III-lea.
Numele localității este atestat sub formele Sancti Gereonis Aurelianis în 1104, Saint Geno în 1123, Sanctus Geronus în 1278.
Numele gallo al comunei este Saint-Jérion, în scrierea ABCD, sau Sènt Jérion în scrierea MOGA. Numele gallo se pronunță [sɛ̃ʒerjɔ̃].
În bretonă, numele său este Sant-Gerent.

## Istorie
Ancenis-Saint-Géréon s-a născut din proiectul de reunire a comunelor Ancenis și Saint-Géréon, inițial prevăzut pentru 1 ianuarie 2018. Respins la 27 martie 2017 de consiliul municipal din Saint-Géréon cu 12 voturi împotrivă și 11 pentru, prefectura Loire-Atlantique decide că va trebui organizat un nou vot, ceea ce a motivat demisia unei părți a consiliului municipal din Saint-Géréon în iunie același an.
La 23 martie 2018, la al doilea vot care propunea crearea unei comune noi între Ancenis și Saint-Géréon, „da”-ul a câștigat în fiecare dintre cele două consilii municipale.
Ordinul prefectural din 26 septembrie 2018 a creat Ancenis-Saint-Géréon, a opta comună nouă din Loire-Atlantique, cu efect de la 1 ianuarie 2019.

## Populația și societatea

### Date demografice
Evoluția numărului de locuitori este cunoscută prin recensămintele populației efectuate în comună începând din 2019. Pentru comunele cu mai puțin de 10 000 de locuitori, un recensământ al întregii populații este realizat la fiecare cinci ani, populațiile legale pentru anii intermediari fiind estimate prin interpolare sau extrapolare.
În 2022, comuna număra 11 346 locuitori, în creștere cu +7,09 % față de 2016 (Loire-Atlantique: +6,68 %, Franța fără Mayotte: +2,11 %).
| An        | 2019   | 2020   | 2021   | 2022   |
| --------- | ------ | ------ | ------ | ------ |
| Populație | 11 037 | 11 081 | 11 099 | 11 346 |